# (8344) Babette
(8344) Babette – planetoida z grupy pasa głównego asteroid okrążająca Słońce w ciągu 3 lat i 241 dni w średniej odległości 2,38 au. Została odkryta 25 stycznia 1987 roku w obserwatorium w Ojima przez Tsuneo Niijimę i Takeshiego Uratę. Nazwa planetoidy pochodzi od Babette Whipple z domu Samelson (1918-2009), żony astronoma Freda Whipple. Przed jej nadaniem planetoida nosiła oznaczenie tymczasowe (8344) 1987 BB.